# ザ・モンスター
『ザ・モンスター』（The Monster、原題はThe Fame Monster）は、2009年11月18日に発売されたアメリカ合衆国のレコーディング・アーティスト、レディー・ガガの2枚目のスタジオ・アルバムである。アルバムに収録されている8曲以外はガガの1枚目のアルバム『ザ・フェイム』の再発版である。しかし後にインタースコープ・レコードは新曲の8曲について一部地域では独立したEPとして販売することを決定した。この決断はガガが再発版が高すぎる値段設定であり、そもそも『ザ・フェイム』と『ザ・モンスター』ではコンセプトからして違うからという理由であった。ガガはその違いについて陰陽だと評している。
このアルバムは『ザ・フェイム』より暗い部分を扱う。ガガが2008年から2009年にかけて行った世界コンサートツアーの間の経験を「怪物」で比喩的に表現している。CDジャケットはエディ・スリマンが手がけている。構成はゴシック音楽とファッションショーからインスピレーションを得ている。批評家はアルバムに肯定的な評価をした。特に『バッド・ロマンス』と『ダンス・イン・ザ・ダーク』に敬意を表した。

## 背景
作品名がガガとドクター・ドレーが共同で手がけたヘッドフォンの名前と類似しているが、これは偶然の一致であるという。彼女はドクター・ドレーとモンスター・ケーブルのCEOノエル・リーに会う前に「モンスター」というタイトルを思いついて、既に曲も書き始めていた。また、ガガは怪物映画に取り付かれたために付けたものでもあると説明している。2008年から2009年にかけて行った世界コンサートツアーの間の経験がこのアルバムに反映されているとガガは以下の様に説明する。

本作では『ザ・フェイム』では書かなかったようなことを取り上げたわ。2年も世界中を旅して回った結果、いくつもの内なる魔物に会ったの。それら"セックス"、"アルコール"、"愛"、"死"、そして"孤独"という魔物たちへの恐れが、それぞれの曲に反映されている。
私は長い間、東ヨーロッパに滞在していた。だから、ポップにインダストリアル／ゴス・ビートを合わせる実験的な作品になっている。'90年代のダンス・メロディ、'80年代のメランコリック・ポップの素晴らしい歌詞も意識したわ。

『スピーチレス』というバラード曲があるが、これはガガが自身の父親に向けて書いたものである。彼女は新曲では名声やお金については扱わないとコメントした。全ての曲をファンに捧げると述べた。『ザ・フェイム』の雰囲気と比較し、陰と陽であると言った。

## チャート・パフォーマンス
アメリカでは通常版は17.4万枚を売り上げて初登場5位、デラックス版は15.1万枚を売り上げて6位でチャート入りした。アルバムの8曲のうち7曲がHotデジタルソングチャートでチャート入りした。アルバムもダンス/エレクトロニックアルバムチャートで1位を獲得し、ガガの1枚目のアルバム『ザ・フェイム』の1位連続記録を止めた。2010年1月に、アルバムは50万枚の売り上げで、RIAAよりゴールドディスクに認定された。ニールセン・サウンドスキャンによればアルバムはアメリカ合衆国で63.7万枚売れた。カナダでは初登場2位。
オーストラリアとニュージーランドでは再発版ではなく独立したアルバムとしてチャート入りした。どちらも初登場10位だった。日本のオリコンチャートでは初登場7位でチャート入り。2010年4月に来日した後には2位に上昇した。また、リミックスアルバムも同じくTOP10に入った。その後も売れ続け日本では50万枚以上を売り上げている。
イギリスでは『ザ・モンスター』は『ザ・フェイム』によるデラックス版として発売された。そして、それは初登場7位（55位からのジャンプアップ）、2010年1月3日に1位になった。ヨーロッパでは100万枚が出荷され、IFPIにプラチナに認定された。

## シングル
『バッド・ロマンス』がアルバムからの最初のシングルである。歌の簡素な部分は、『ポーカー・フェイス』『ラヴゲーム』と同じ様に2009年10月3日に『サタデー・ナイト・ライブ』で披露された。同年10月6日に行われたファッションデザイナーアレキサンダー・マックイーンの2010年春夏パリファッションウィークのフィナーレで起用された。同年10月27日にダウンロード販売が開始された。歌はアメリカ、オーストラリア、ニュージーランド、ベルギー、スウェーデンで最高2位、カナダ、イギリス、ヨーロッパ、ドイツ、オーストリア、ブルガリア、デンマーク、フィンランド、フランス、ハンガリー、アイルランド、イタリア、ノルウェー、ルーマニア、スロバキア、スペイン、スウェーデンのそれぞれのHot100チャートで1位になった。
『テレフォン』はアルバムからの2枚目のシングルである。アメリカのR&B歌手ビヨンセをフィーチャーしている。ガガは2010年ブリット・アワード授賞式のパフォーマンスでアレキサンダー・マックイーンに敬意を表す目的で『ダンス・イン・ザ・ダーク』と共に披露した。『テレフォン』はこのアルバムからの際立ったトラックで、批評家からも認められた。公式発売の前にビルボードHot100で15位、ダンスクラブチャートで1位になった。

## 収録曲
『ザ・モンスター』の収録曲は、2009年10月14日にユニバーサルミュージックジャパンの公式サイトで初公開された。
| #         | タイトル                                                     | 作詞・作曲                                                                             | プロデューサー                                   | 時間  |
| --------- | ------------------------------------------------------------ | -------------------------------------------------------------------------------------- | ------------------------------------------------ | ----- |
| 1.        | 「バッド・ロマンス」(Bad Romance)                            | RedOne、レディー・ガガ                                                                 | RedOne、ガガ                                     | 4:54  |
| 2.        | 「アレハンドロ」(Alejandro)                                  | RedOne、ガガ                                                                           | RedOne、ガガ                                     | 4:34  |
| 3.        | 「モンスター」(Monster)                                      | RedOne、ガガ、スペース・カウボーイ                                                     | RedOne、ガガ                                     | 4:10  |
| 4.        | 「スピーチレス」(Speechless)                                 | ガガ                                                                                   | ロン・フェア、ガガ、タル・ハーツバーグ           | 4:31  |
| 5.        | 「ダンス・イン・ザ・ダーク」(Dance in the Dark)              | ガガ、フェルナンド・ゲリベイ                                                           | ゲリベイ、ガガ                                   | 4:49  |
| 6.        | 「テレフォン feat.ビヨンセ」(Telephone (featuring Beyoncé))  | ガガ、ロドニー・ジャーキンス、ラショーン・ダニエルズ、ラゾート・フランクリン、ビヨンセ | ジャーキンス、ガガ、マイク・ハンズ・ドナルドソン | 3:41  |
| 7.        | 「ソー・ハッピー・アイ・クッド・ダイ」(So Happy I Could Die) | ガガ、RedOne、スペース・カウボーイ                                                     | RedOne、ガガ、スペース・カウボーイ               | 3:55  |
| 8.        | 「ティース」(Teeth)                                          | ガガ、タジャ・ライリー、ピート・ワイオミング・ベンダー、テディ・ライリー               | ライリー、ガガ                                   | 3:41  |
| 合計時間: | 合計時間:                                                    | 合計時間:                                                                              | 合計時間:                                        | 34:09 |

| #         | タイトル                                                                       | 作詞・作曲   | リミキサー   | 時間  |
| --------- | ------------------------------------------------------------------------------ | ------------ | ------------ | ----- |
| 9.        | 「バッド・ロマンス (スタースミス・リミックス)」(Bad Romance (Starsmith Remix)) | RedOne、ガガ | スタースミス | 4:56  |
| 合計時間: | 合計時間:                                                                      | 合計時間:    | 合計時間:    | 39:05 |

日本通常盤 Disk 2の曲順は、14曲目の「サマーボーイ」までインターナショナル・デラックス・エディション Disk 2に準じているので、下記のデラックス・エディションの曲順とは異なる。
| #         | タイトル | 作詞・作曲                                                   | プロデューサー                         | 時間  |
| --------- | --- | ------------------------------------------------------------ | -------------------------------------- | ----- |
| 1.        | 「ジャスト・ダンス feat.コルビー・オドニス」(Just Dance (featuring Colby O'Donis))                                 | ガガ、RedOne、エイコン                                       | RedOne                                 | 4:02  |
| 2.        | 「ラヴゲーム」(LoveGame)                                                                                           | ガガ、RedOne                                                 | RedOne                                 | 4:34  |
| 3.        | 「パパラッチ」(Paparazzi)                                                                                          | ガガ、ロブ・フサーリ                                         | フサーリ、ガガ                         | 3:28  |
| 4.        | 「ポーカー・フェイス」(Poker Face)                                                                                 | ガガ、RedOne                                                 | RedOne                                 | 3:57  |
| 5.        | 「エイ、エイ (ナッシング・エルス・アイ・キャン・セイ)」(Eh, Eh (Nothing Else I Can Say))                           | ガガ、マーティン・キールセンバウム                           | キールセンバウム                       | 2:55  |
| 6.        | 「ビューティフル、ダーティ、リッチ」(Beautiful, Dirty, Rich)                                                       | ガガ、フサーリ                                               | フサーリ                               | 2:52  |
| 7.        | 「ザ・フェイム」(The Fame)                                                                                         | ガガ、キールセンバウム                                       | キールセンバウム                       | 3:42  |
| 8.        | 「マニー・ハニー」(Money Honey)                                                                                    | ガガ、RedOne、ビラル・ハジ                                   | RedOne                                 | 2:50  |
| 9.        | 「スターストラック feat. スペース・カウボーイ&フロー・ライダー」(Starstruck (featuring Space Cowboy and Flo Rida)) | ガガ、キールセンバウム、ニック・ドレスティ、フロー・ライダー | キールセンバウム、スペース・カウボーイ | 3:37  |
| 10.       | 「ボーイズ・ボーイズ・ボーイズ」(Boys Boys Boys)                                                                   | ガガ、RedOne                                                 | RedOne                                 | 3:20  |
| 11.       | 「ペーパー・ギャングスタ」(Paper Gangsta)                                                                          | ガガ、RedOne                                                 | RedOne                                 | 4:23  |
| 12.       | 「ブラウン・アイズ」(Brown Eyes)                                                                                   | ガガ、フサーリ                                               | フサーリ、ガガ                         | 4:03  |
| 13.       | 「アイ・ライク・イット・ラフ」(I Like It Rough)                                                                    | ガガ、キールセンバウム                                       | キールセンバウム                       | 3:22  |
| 14.       | 「サマーボーイ」(Summerboy)                                                                                        | ガガ、ブライアン・キエラーフ、ジョシュア・M・シュワルツ      | ブライアン & ジョシュア                | 4:13  |
| 合計時間: | 合計時間: | 合計時間:                                                    | 合計時間:                              | 50:20 |

| #         | タイトル                                        | 作詞・作曲                             | プロデューサー | 時間  |
| --------- | ----------------------------------------------- | -------------------------------------- | -------------- | ----- |
| 15.       | 「ディスコ・ヘブン」(Disco Heaven)              | ガガ、フサーリ、トム・カーファフィアン | フサーリ       | 3:41  |
| 16.       | 「アゲイン・アゲイン」(Again Again)             | ガガ、フサーリ                         | フサーリ       | 3:05  |
| 17.       | 「レトロ・ダンス・フリーク」(Retro Dance Freak) | ガガ、フサーリ                         | フサーリ       | 3:23  |
| 合計時間: | 合計時間:                                       | 合計時間:                              | 合計時間:      | 60:47 |

## チャートと売上など
| チャート (2009年)                      | 最高 順位 |
| -------------------------------------- | --------- |
| Australian Albums Chart                | 3         |
| Austrian Albums Chart                  | 2         |
| Canadian Albums Chart                  | 2         |
| Czech Albums Chart                     | 3         |
| Danish Albums Chart                    | 2         |
| Dutch Albums Chart                     | 12        |
| European Top 100 Albums                | 13        |
| Finnish Albums Chart                   | 2         |
| French Digital Albums Chart            | 2         |
| German Albums Chart[A]                 | 1         |
| Hungarian Albums Chart                 | 3         |
| Irish Albums Chart[A]                  | 1         |
| Italian Albums Chart                   | 2         |
| Japanese Albums Chart                  | 2         |
| Mexican Albums Chart                   | 14        |
| New Zealand Albums Chart               | 2         |
| Norwegian Albums Chart                 | 28        |
| Polish Albums Chart                    | 1         |
| Russian Albums Chart                   | 3         |
| Spanish Albums Chart                   | 7         |
| Swedish Albums Chart                   | 7         |
| Swiss Albums Chart[A]                  | 1         |
| UK Albums Chart[A]                     | 1         |
| U.S. Billboard 200                     | 5         |
| U.S. Billboard Dance/Electronic Albums | 1         |

| 地域       | 認定        |
| ---------- | ----------- |
| ヨーロッパ | プラチナ    |
| ポーランド | 3× プラチナ |
| アメリカ   | ゴールド    |

| チャート (2009年)       | 順位 |
| ----------------------- | ---- |
| Australian Albums Chart | 59   |
| Irish Albums Chart      | 3    |
| UK Albums Chart[A]      | 2    |

- A^ 特定の地域では『ザ・フェイム』と同じくチャート入りした。

### チャート推移
| 先代 レディー・ガガ『ザ・フェイム』                   | アメリカ ビルボード ダンス/エレクトロニック・アルバム 第1位 2009年12月12日 – 19日 | 次代 レディー・ガガ『ザ・フェイム』         |
| 先代 アンドレア・ボチェッリ『My Christmas』           | ポリッシュ・アルバム・チャート 第1位 2010年1月4日 - 10日                          | 次代 Marcin Wyrostek『Magia del Tango』     |
| 先代 ロビー・ウィリアムズ『ヴィデオ・スターの悲劇』   | ドイツ・アルバム・チャート第1位 2010年1月5日 - 2月4日                             | 次代 Tocotronic『Schall & Wahn』            |
| 先代 アリシア・キーズ『エレメント・オブ・フリーダム』 | スイス・アルバム・チャート 第1位 2010年1月10日 -                                  | 次代 -                                      |
| 先代 パオロ・ヌティーニ『サニー・サイド・アップ』     | アイリッシュ・アルバム・チャート 第1位 2010年1月21日 - 2月11日                    | 次代 マイケル・ブーブレ『クレイジー・ラヴ』 |

## 各国の発売日
| 地域           | 発売日         | 規格                       | レーベル                                                       | 版                           |
| -------------- | -------------- | -------------------------- | -------------------------------------------------------------- | ---------------------------- |
| 日本           | 2009年11月18日 | CD、デジタル・ダウンロード | ユニバーサルミュージック                                       | デラックス                   |
| オーストラリア | 2009年11月20日 | CD、デジタル・ダウンロード | ユニバーサルミュージック                                       | デラックス                   |
| オーストラリア | 2009年11月20日 | CD、デジタル・ダウンロード | ユニバーサルミュージック                                       | リミテッド                   |
| チリ           | 2009年11月20日 | CD、デジタル・ダウンロード | ユニバーサルミュージック                                       | 通常、デラックス             |
| アイルランド   | 2009年11月20日 | CD、デジタル・ダウンロード | ユニバーサルミュージック                                       | デラックス                   |
| ドイツ         | 2009年11月20日 | CD、デジタル・ダウンロード | ユニバーサルミュージック                                       | リミテッド、通常、デラックス |
| アメリカ       | 2009年11月23日 | CD、デジタル・ダウンロード | インタースコープ、ストリームライン、コンライブ、チェリーツリー | リミテッド、デラックス       |
| イギリス       | 2009年11月23日 | CD、デジタル・ダウンロード | ポリドール                                                     | デラックス                   |
| イギリス       | 2009年11月23日 | CD、デジタル・ダウンロード | ポリドール                                                     | デラックス                   |
| カナダ         | 2009年11月23日 | CD、デジタル・ダウンロード | ユニバーサルミュージック                                       |                              |
| ブラジル       | 2009年11月27日 | CD、デジタル・ダウンロード | ユニバーサルミュージック                                       |                              |
| アメリカ       | 2009年11月28日 | CD、デジタル・ダウンロード | インタースコープ、ストリームライン、コンライブ、チェリーツリー | 通常                         |
| カナダ         | 2009年12月1日  | CD、デジタル・ダウンロード | ユニバーサルミュージック                                       | 通常                         |
| アメリカ       | 2010年1月15日  | ボックスセット             | インタースコープ、ストリームライン、コンライブ、チェリーツリー | スーパーデラックス           |
| アメリカ       | 2010年1月15日  | LP                         | インタースコープ、ストリームライン、コンライブ、チェリーツリー | 通常                         |
| アメリカ       | 2010年1月26日  | デジタル・ダウンロード     | インタースコープ、ストリームライン、コンライブ、チェリーツリー | 通常                         |
| 中国           | 2010年2月1日   | CD                         | ユニバーサルミュージック                                       | 通常                         |